# Strażnica WOP Rudziszki
Strażnica WOP Rudziszki – podstawowy pododdział graniczny Wojsk Ochrony Pogranicza.

## Formowanie i zmiany organizacyjne
Strażnica została sformowana w 1945 w strukturze 24 komendy odcinka Bartoszyce jako 115 strażnica WOP (Raudiszken) o stanie 56 żołnierzy. Kierownictwo strażnicy stanowili: komendant strażnicy, zastępca komendanta do spraw polityczno-wychowawczych i zastępca do spraw zwiadu. Strażnica składała się z dwóch drużyn strzeleckich, drużyny fizylierów, drużyny łączności i gospodarczej. Etat przewidywał także instruktora do tresury psów służbowych oraz instruktora sanitarnego.
Od 15 marca 1954 wprowadzono nową numerację strażnic. Strażnica IV kategorii otrzymała numer 109.
Jesienią 1955 zlikwidowano sztab batalionu. Strażnica podporządkowana została bezpośrednio pod sztab brygady. W sztabie brygady wprowadzono stanowiska nieetatowych oficerów kierunkowych odpowiedzialnych za służbę graniczną strażnic.
W czerwcu 1956 rozwiązano strażnicę.

## Ochrona granicy
W 1960 3 placówka WOP Rudziszki(Węgorzewo) ochraniała odcinek 37000 m granicy państwowej od znaku granicznego 2125 do zn. gr. 2214.
28 grudnia 1945 patrol strażnicy znalazł w mieszkaniu rządcy majątku jeden włoski karabin i 22 sztuki amunicji.
Sąsiednie strażnice:
114 strażnica WOP Wielewo ⇔ 116 strażnica WOP Sobiechy – 1946

## Dowódcy strażnicy
- por. Ryszard Hryszan (był 10.1946)[b].
- sierż. Franciszek Wierzyk (był w 1951)